# Чорнянський заказник
Чорня́нський зака́зник — лісовий заказник місцевого значення в Україні. Об'єкт природно-заповідного фонду Хмельницької області. 
Розташований у межах Старокостянтинівського району Хмельницької області, між селами Москалівка і Чорна. 
Площа 103 га. Статус присвоєно згідно з рішенням сесії обласної ради народних депутатів від 28.10.1994 року № 7. Перебуває у віданні ДП «Старокостянтинівський лісгосп» (Самчиківське л-во, кв. 24, 25). 
Статус присвоєно для збереження лісового масиву, в якому переважають листяні породи — дуб, ясен, клен. 